# Abdera triguttata
Abdera triguttata is een keversoort uit de familie zwamspartelkevers (Melandryidae). De wetenschappelijke naam van de soort werd in 1810 gepubliceerd door Leonard Gyllenhaal.